# Brachypodius fuscoflavescens
Brachypodius fuscoflavescens là một loài chim trong họ Pycnonotidae. Chúng là loài đặc hữu của quần đảo Andaman.